# Herca
Herca (in ucraino Герца?; in romeno Herţa; in russo Герца?, Gerca) è una città ucraina (2 097 abitanti) nel distretto di Černivci, nell'Oblast di Černivci. Ospita l'amministrazione della comunità territoriale di Herca, una delle comunità territoriali dell'Ucraina.
Fino al 18 luglio 2020 Herca è stata il centro amministrativo del distretto di Herca, abolito come parte della riforma amministrativa dell'Ucraina, che ha ridotto a tre il numero dei distretti dell'oblast' di Černivci. L'area del distretto di Herca è stata fusa nel distretto di Černivci.